# تيم دوغ
تيم دوغ (بالإنجليزية: Tim Dog) هو موسيقي أمريكي، ولد في 3 يناير 1967 في ذا برونكس في الولايات المتحدة، وتوفي في 14 فبراير 2013 في أتلانتا في الولايات المتحدة بسبب السكري.

## وصلات خارجية
- الموقع الرسمي
- تيم دوغ على موقع ميوزك برينز (الإنجليزية)
- تيم دوغ على موقع أول ميوزيك (الإنجليزية)
- تيم دوغ على موقع ديسكوغز (الإنجليزية)